# Dorit Beinisch
Dorit Beinisch (en hébreu : דורית ביניש), née le 28 février 1942 à Tel-Aviv, est une juriste et magistrate israélienne. Elle est présidente de la Cour suprême d'Israël du 14 septembre 2006 au 28 février 2012, la première femme à occuper cette fonction.

## Biographie
Dorit Beinisch sert dans l'armée israélienne jusqu'au grade de lieutenant. Elle est diplômée en droit de l'université hébraïque de Jérusalem et est admise au barreau israélien en 1967.
Elle devient membre de la Cour suprême en 1995. Le 14 septembre 2006, elle en devient présidente, en succèdant à Aharon Barak, parti à la retraite, et est ainsi la première femme à occuper ce poste. Elle quitte ses fonctions le 28 février 2012, lors de son 70e anniversaire.